# عصمت هرمزلو
عصمت هرمزلو (1938 – 19 كانون الثاني / يناير 2013) كان ممثل تركماني عراقي, وكاتب سيناريو ومخرج. عاش معظم حياته في تركيا.
ولد عصمت في كركوك، العراق. في الخمسينيات، ألتحق. بالمسرح التركماني بأعتباره مؤسس مشارك. في وقت لاحق قدم إلى تركيا و التحق بـالمعهد العالي للموسيقى في أنقرة في عام 1961. بعد تخرجه من المعهد، بدأ العمل في مسرح الدولة في تركيا. في السبعينيات، أسست عصمت مسرح فن شاغلار وحاول أشكال المسرح التجريبي. تم تعيينه نائب المدير العام لمسارح الدولة في الثمانينيات.
حصل عصمت على وسام الأحترام من قبل مسرح الماتي إيغور للدولة في كازاخستان. وحصل على «جائزة الشرف» من بيت الثقافة السويدي.
توفي في أنقرة، تركيا في 19 كانون الثاني / يناير 2013 ودفن في مقبرة كارشياكا.

## وصلات خارجية
- صفحة عصمت هرمزلو
- عصمت هرمزلو على موقع IMDb (الإنجليزية)
- عصمت هرمزلو على موقع أول موفي (الإنجليزية)
- عصمت هرمزلو على موقع قاعدة بيانات الأفلام السويدية (السويدية)